# Family Switch
Family Switch (Arbeitstitel Family Leave) ist ein US-amerikanischer Spielfilm aus dem Jahr 2023 von Regisseur McG mit Jennifer Garner, Ed Helms, Emma Myers und Brady Noon. Die Körpertausch-Komödie wurde am 30. November 2023 auf Netflix veröffentlicht. Das Drehbuch von Adam Sztykiel und Victoria Strouse basiert auf dem Roman Bedtime For Mommy von Amy Krouse Rosenthal.

## Handlung
Das Ehepaar Jess und Bill Walker bemüht sich um den Zusammenhalt ihrer Familie, deren beide Kinder CC und Wyatt werden aber mit zunehmendem Alter in Richtung Pubertät selbständiger, wollen immer weniger mit ihren Eltern zu tun haben und es kommt öfter zu Streit.
Sie wünschen sich, von den jeweils anderen Familienmitgliedern verstanden zu werden. Eine Wahrsagerin bekommt von den Streitigkeiten mit und hört diesen Wunsch. Am nächsten Tag sind die Rollen von Eltern und Kindern vertauscht. Allerdings stehen mit einer Beförderung, einem Vorstellungsgespräch am College, einem Plattenvertrag und einem Vorspiel beim Fußball für alle wichtige Ereignisse bevor.
Eltern und Kinder müssen diese jetzt in vertauschten Rollen bewältigen. Außerdem hat das Baby der Familie Walker seinen Körper mit dem Familienhund getauscht und nimmt Reißaus.

## Synchronisation
Die deutsche Synchronisation übernahm die FFS Film- & Fernseh-Synchron. Das Dialogbuch schrieb Martin Schmitz, der auch Dialogregie führte.
| Rolle           | Darsteller            | Synchronsprecher         |
| --------------- | --------------------- | ------------------------ |
| Jess            | Jennifer Garner       | Dorette Hugo             |
| Bill            | Ed Helms              | Uwe Büschken             |
| CC              | Emma Myers            | Lana Finn Marti          |
| Wyatt           | Brady Noon            | Jaron Müller-Schuch      |
| Alex            | Sebastian Quinn       | Jonas Lauenstein         |
| Angelica        | Rita Moreno           | Monica Bielenstein       |
| Ariana          | Vanessa Carrasco      | Derya Flechtner          |
| Ava             | Jordan Leftwich       | Marie Hinze              |
| Carrie          | Xosha Roquemore       | Claudia Urbschat-Mingues |
| Dale            | Jason Rogel           | Sebastian Borucki        |
| Glen            | Andrew Bachelor       | Michael Ernst            |
| Hanes           | Ned Bellamy           | Tom Vogt                 |
| Kara            | Ilia Isorelýs Paulino | Flavia Vinzens           |
| Mechaniker Zach | Carl McDowell         | Tobias Schmitz           |
| Molson          | Bashir Salahuddin     | Matti Klemm              |
| Mr. Hollis      | Ravi Kapoor           | Florian Halm             |
| Rolf            | Matthias Schweighöfer | Matthias Schweighöfer    |
| Shalini         | Punam Pravin Patel    | Wicki Kalaitzi           |
| Simone          | Helen Hong            | Manja Doering            |
| Steven          | Paul Scheer           | Dietmar Wunder           |

## Produktion und Hintergrund
Der Film wurde von Lawrence Grey und Ben Everard für Grey Matter Productions, Nicole King Solaka für Linden Entertainment sowie von Jennifer Garner, McG und Mary Viola für Wonderland Sound and Vision produziert. Dreharbeiten fanden im Februar 2023 in Los Angeles statt.
Die Kamera führte Marc Spicer, die Musik schrieb Pinar Toprak und die Montage verantwortete Brian Scott Olds. Das Set-Design gestaltete Jennifer Spence. Hauptdarstellerin Jennifer Garner war zuvor in der 2004 veröffentlichten Körpertausch-Komödie 30 über Nacht zu sehen.

## Rezeption

### Kritiken
Oliver Armknecht vergab auf film-rezensionen.de vier von zehn Punkten. Das Motiv des Körpertauschs zu nehmen, um eine auseinanderbrechende Familie wieder zusammenzuführen, sei als Idee nett, das Ergebnis jedoch kaum erwähnenswert. Gerade der Humor der Kinderbuch-Adaption sei sehr einfallslos, gleiches gelte für die Figuren.
Reinhard Kleber schrieb auf Filmdienst.de, dass es sich bei der Produktion um effektive Unterhaltung für die Familie handle, die temporeich inszeniert, harmlos und weitgehend formelhaft und vorhersehbar sei. Der Einfallsreichtum halte sich dabei in Grenzen, die Figuren wirkten eher flach. Die Plausibilität bliebe mitunter auf der Strecke. Während der Dialoghumor meist eher flach ausfalle, sorgten einige Slapstick-Highlights durchaus für Lacher.

### Abrufzahlen
In der Startwoche landete der Film auf der Liste der englischen Filme auf Platz 2 mit 22,2 Millionen Aufrufen. In der zweiten Woche verzeichnete der Film 18,6 Millionen Besucher und war damit hinter Leave the World Behind auf Platz 2 der Spielfilme. Im zweiten Halbjahr 2023 verzeichnete der Film insgesamt 62 Millionen Abrufe und lag damit im Bereich Kinder und Familien auf dem zweiten Platz hinter Gabby’s Dollhouse.

### Auszeichnungen
Nickelodeon Kids’ Choice Awards 2024
- Nominierung als Beste Schauspielerin (Jennifer Garner)